# Mumblecore
Mumblecore este un subgen al filmului independent caracterizat prin actorie și dialog naturaliste (uneori improvizate), producție de film cu buget redus, cu accent pe dialog mai mult decât pe intrigă și cu un accent pe relațiile personale ale tinerilor. Printre realizatorii de film asociați cu acest gen sunt Andrew Bujalski, Lynn Shelton, Mark Duplass și Jay Duplass (cunoscuți colectiv ca frații Duplass), Greta Gerwig, Aaron Katz, Joe Swanberg și Ry Russo-Young. În multe cazuri, totuși, acești directori resping termenul Mumblecore. Acest gen este un fenomen preponderent american. Termenul înrudit mumblegore a fost folosit pentru filmele care amestecă genurile mumblecore și horror.

## Caracteristici distinctive
Naturalismul – atât în performanță, cât și în dialog – este o caracteristică cheie a aproape tuturor filmelor mumblecore. Primele filme mumblecore au avut tendința de a lucra cu actori neprofesioniști. Cu toate acestea, filmele ulterioare au avut mai mulți actori profesioniști, inclusiv vedete importante precum Anna Kendrick (Drinking Buddies și Happy Christmas) și Orlando Bloom (Digging for Fire). Unele filme mumblecore prezintă o utilizare proeminentă a improvizației, cu distribuția fiind recunoscută ca contribuind la scenariu.

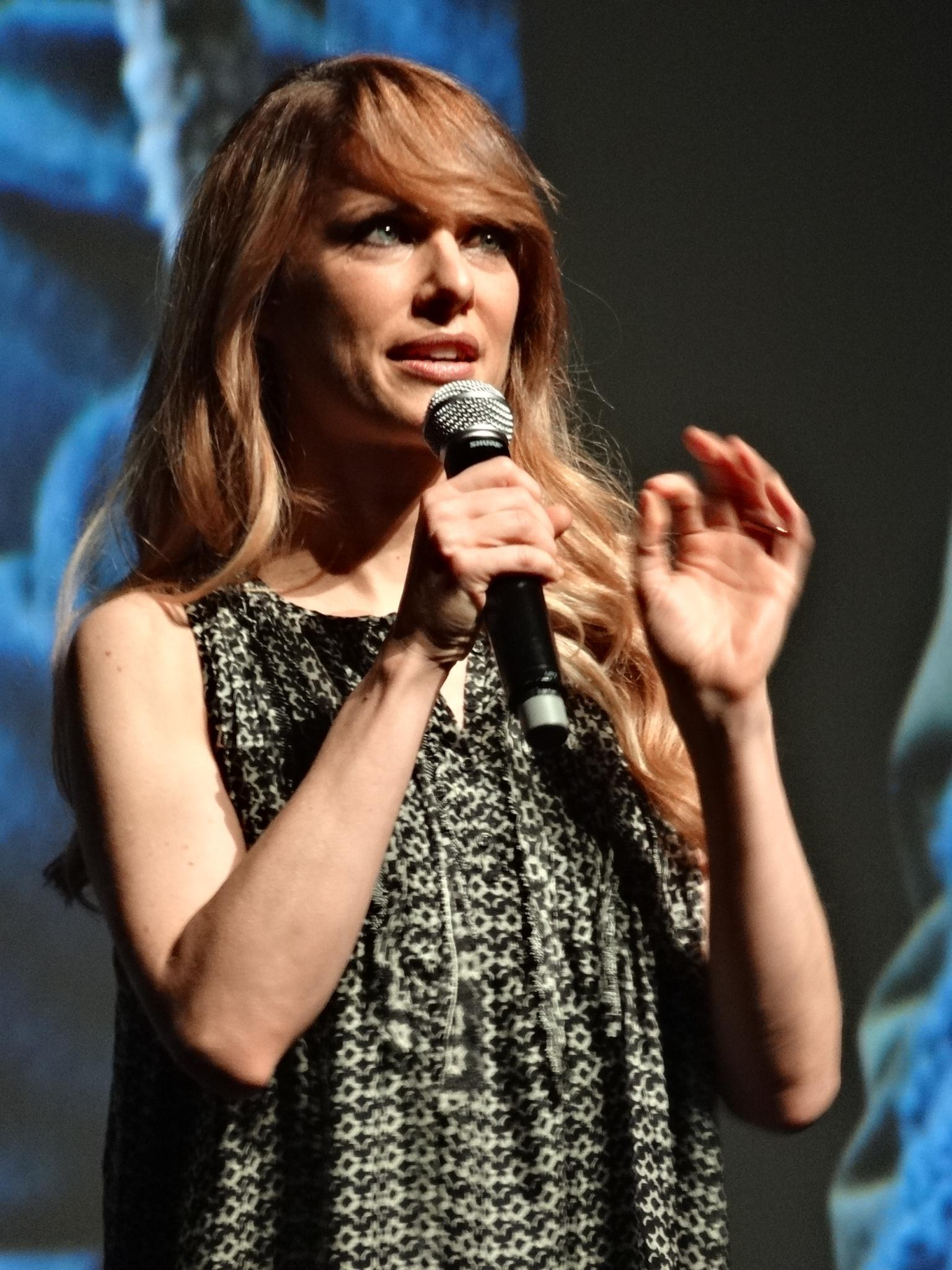
Regizoarea Lynn Shelton în 2012

Filmele Mumblecore sunt în general produse cu un buget redus, care a variat de la câteva mii la câteva milioane de dolari, și au de obicei costuri de producție scăzute. Filmările se fac în locuri reale, nu pe platourile de studio. Multe dintre aceste filme sunt filmate digital, deși filmele lui Bujalski au fost toate filmate pe peliculă. Coloanele sonore tind să fie limitate sau inexistente.
Filmele Mumblecore se concentrează pe personaje în vârstă de douăzeci și treizeci de ani, care sunt de obicei singure, albe și destul de lipsite de scop atât în viața lor profesională, cât și în cea personală. Intrigile sunt adesea legate de dificultăți în relațiile romantice, exacerbate de incapacitatea personajelor de a-și articula propriile dorințe.

## Influențe asupra mumblecore
Filmele care au fost descrise ca influențând, sau cel puțin anticipând, convențiile mumblecore includ Girlfriends (1978), Manhattan (1979), My Dinner with Andre (1981), Stranger Than Paradise (1984), Sex, Lies, and Videotape (1989), Slacker (1991), Before Clerks, (191994), (191994)). Printre regizorii citați ca influențe se numără Michelangelo Antonioni, Éric Rohmer, Andrei Tarkovski, Gus Van Sant și John Cassavetes.
Alte influențe sunt serialul The Real World de la MTV și serialul pseudo-documentar în stilul BBC din 2001 The Office.
O altă influență des citată asupra mumblecore este abundența tehnologiei de filmare mai ieftine începând cu începutul anilor 2000, cum ar fi camera video Panasonic AG-DVX100.

## Istorie
Andrew Bujalski a fost descris drept „Nașul genului Mumblecore”. Debutul său regizoral din 2002, Funny Ha Ha, este în general considerat primul film mumblecore.
Festivalul de film South by Southwest din 2005 a proiectat o serie de filme care au ajuns să fie considerate parte a mișcării mumblecore, inclusiv Mutual Appreciation de Bujalski și The Puffy Chair de Mark Duplass & Jay Duplass ; și Kissing on the Mouth , de Joe Swanberg. Acel festival a fost și cel care a generat termenul „mumblecore”: Eric Masunaga, un editor de sunet care a lucrat cu Bujalski, a inventat termenul într-o noapte la un bar în timpul festivalului, când a fost rugat să descrie asemănările dintre cele trei filme. Termenul a fost folosit pentru prima dată public de Bujalski într-un interviu acordat IndieWire. Bujalski a minimalizat însă existența unei „mișcări” organizate și a afirmat că nu face intenționat filme „mumblecore”.
Jurnaliștii de film s-au referit, de asemenea, la acest gen în mod colectiv, cu termenii „bedhead cinema” și „Slackavetes” (un joc de cuvinte derivat din titlul filmului lo-fi din anii 1990 al lui Richard Linklater, Slacker, și numele regizorului independent de film John Cassavetes).
În 2007, Centrul IFC din New York a expus o serie de zece filme de filme mumblecore, intitulată „The New Talkies: Generation DIY” .

## Moștenire
Unii critici au afirmat că mumblecore s-a încheiat în jurul anului 2010, deoarece grupul original de regizori a început să facă filme cu bugete mai mari, povești mai diverse și o abordare cinematografică mai convențională. Din acest motiv, filmele realizate începând cu anul 2010 și care păstrează un accent pe dialogul naturalist și pe intriga sunt uneori denumite „post-mumblecore”. Cineaștii care au fost etichetați drept „post-mumblecore” îi includ pe Amy Seimetz, Sean Price Williams, Alex Karpovsky, Alex Ross Perry și Kate Lyn Sheil.

### Influențe asupra altor genuri
Filmele cu buget mare Magic Mike(2012) și continuarea sa Magic Mike XXL(2015) au fost descrise ca având elemente mumblecore datorită utilizării dialogului naturalist. Unele seriale TV, inclusiv serialele HBO Girls (2012), Looking (2014) și Togetherness (2015) și seria Netflix Easy (2017) au fost numite, în cuvintele unui critic, „mumbleshows”.
Filmele de groază care folosesc tehnici mumblecore au dus la termenul „mumblegore”. Filmele care au fost descrise ca „mumblegore” includ Baghead (2008), The House of the Devil (2009), Entrance (2011), You’re Next (2011), V/H/S (2012), The Sacrament (2013) și Creep (2014). Regizorii asociați cu filmele mumblegore sunt Swanberg, frații Duplass, dar și Adam Wingard, Roxanne Benjamin, Ben Wheatley, trio-ul Radio Silence, Patrick Brice, Patrick Horvath și Ti West.

### În afara SUA
Mumblecore nu a fost întotdeauna un fenomen strict american. Din 2009, mișcarea Berlin Mumblecore are propriul manifest, Sehr gutes Manifest. Berlin Mumblecore nu este atât de mult o reacție la hype-ul american, ci o reacție la lipsa de reformă a sistemului german de sprijin financiar public pentru industria filmului (Filmfoerderung). Crowdfundingul este o nouă posibilitate de a finanța producții cinematografice cu bugete mici și foarte mici, independent de restricțiile impuse de Filmfoerderung german.
În 2009, filmul Austern ohne Schale de Jette Miller a fost proiectat la Berlin. În 2011, au fost lansate filmele Frontalwatte de Jakob Lass și Papa Gold de Tom Lass. Acesta din urmă a câștigat mai multe premii de film german. În 2012 au fost lansate Klappe Cowboy de Timo Jacobs și Ulf Behrens, precum și Dicke Mädchen de Axel Ranisch. În 2015, Voll Paula! de Malte Wirtz a avut lansarea în cinematografe, fiind un film produs fără finanțare. De atunci Wirtz a mai produs trei filme Mumblecore (Hard & Ugly, Only one day in Berlin, About Rita!) iar mass-media l-a numit unul dintre cei mai activi regizori germani.
 